# Instituto Histórico y Geográfico de São Paulo
El Instituto Histórico y Geográfico de São Paulo es una organización civil sin fines de lucro de carácter científico y cultural fundada el 1 de noviembre de 1894 y ubicado en la ciudad de São Paulo, Brasil. Su objetivo es la protección del patrimonio histórico cultural del estado de São Paulo, el impulso de la investigación, enseñanza y los estudios históricos y geográficos en general y, particularmente, relacionado tanto a la ciudad como al estado de São Paulo.
Desde su fundación, edita la Revista IHGSP. Tanto el instituto como su publicación ha sido reconocidas por la Asamblea Legislativa de São Paulo.